# 731 Сорґа
731 Сорґа (731 Sorga) — астероїд головного поясу, відкритий 15 квітня 1912 року.
Тіссеранів параметр щодо Юпітера — 3,217.
Назва астероїда походить від індонезійського слова surga, що означає «небеса».